# Макарово (Шадрінський район)
Мака́рово (рос. Макарово) — присілок у складі Шадрінського району Курганської області, Росія. Входить до складу Краснонивинської сільської ради.
Населення — 339 осіб (2010, 408 у 2002).
Національний склад станом на 2002 рік: росіяни — 96 %.